# William M. Jennings Trophy

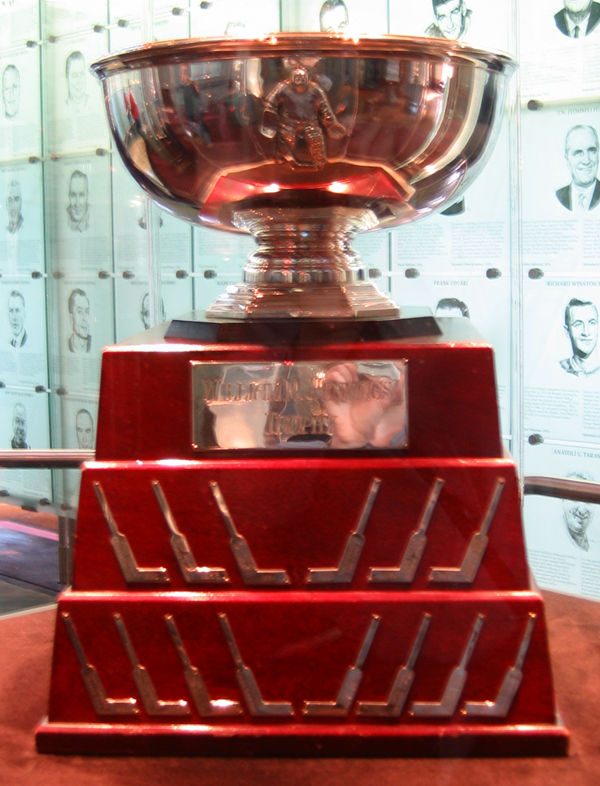
William M. Jennings Trophy.

William M. Jennings Trophy är ett årligt pris som ges till den målvakt eller de målvakter som spelat minst 25 matcher i det lag som släppt in minst mål under grundserien i National Hockey League. 
Trofén är uppkallad efter för att hedra William M. Jennings, som var president i New York Rangers och mannen bakom ishockeyns uppbyggnad i USA.
Trofén introducerades efter säsongen 1981/1982. Tidigare fick målvakten/målvakterna för motsvarande prestation motta Vezina Trophy.

## Vinnare

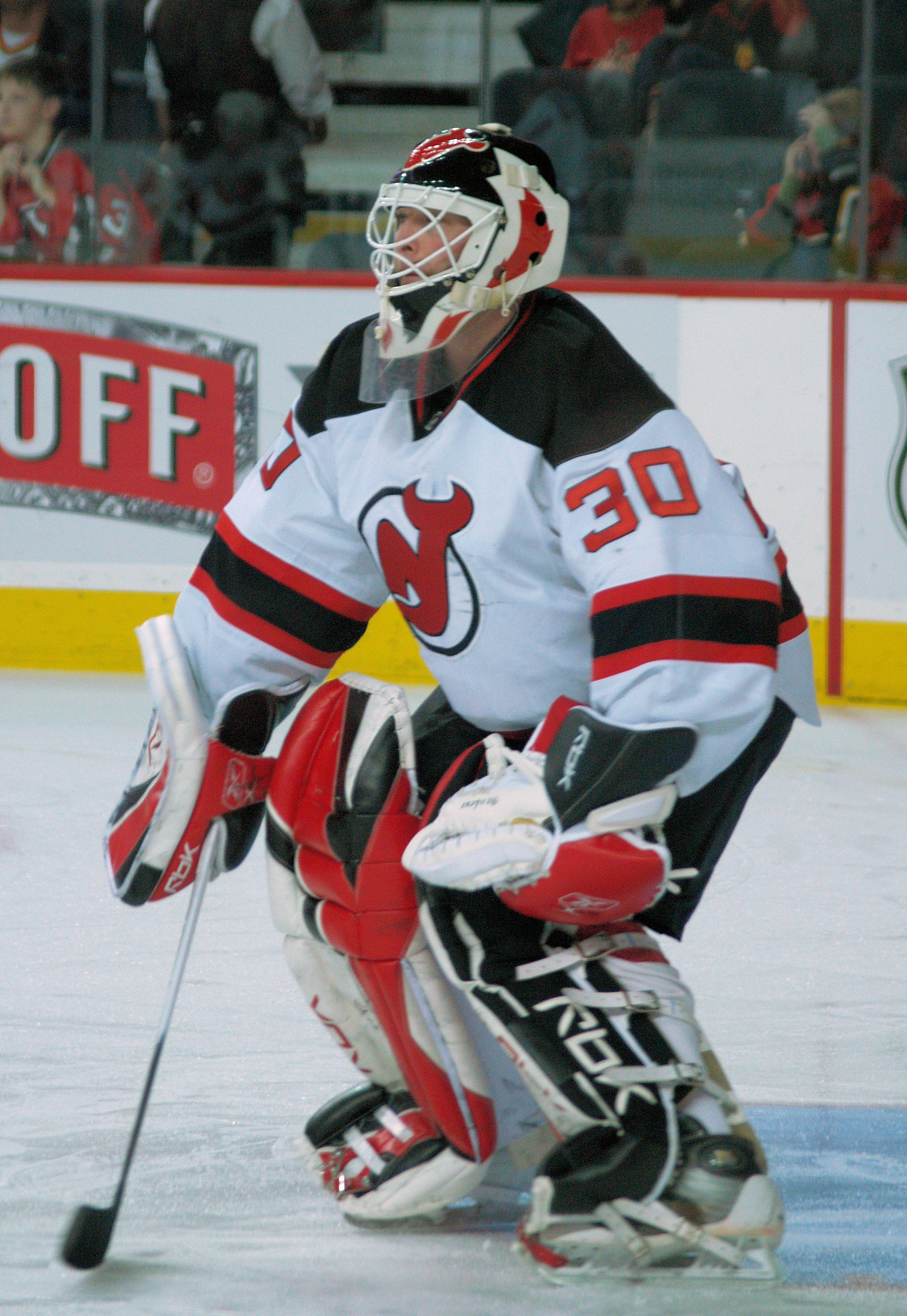
Martin Brodeur vann William M. Jennings Trophy fem gånger.

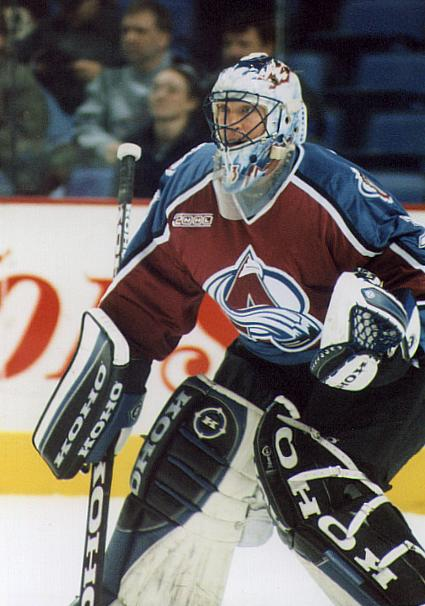
Patrick Roy vann William M. Jennings Trophy fem gånger.

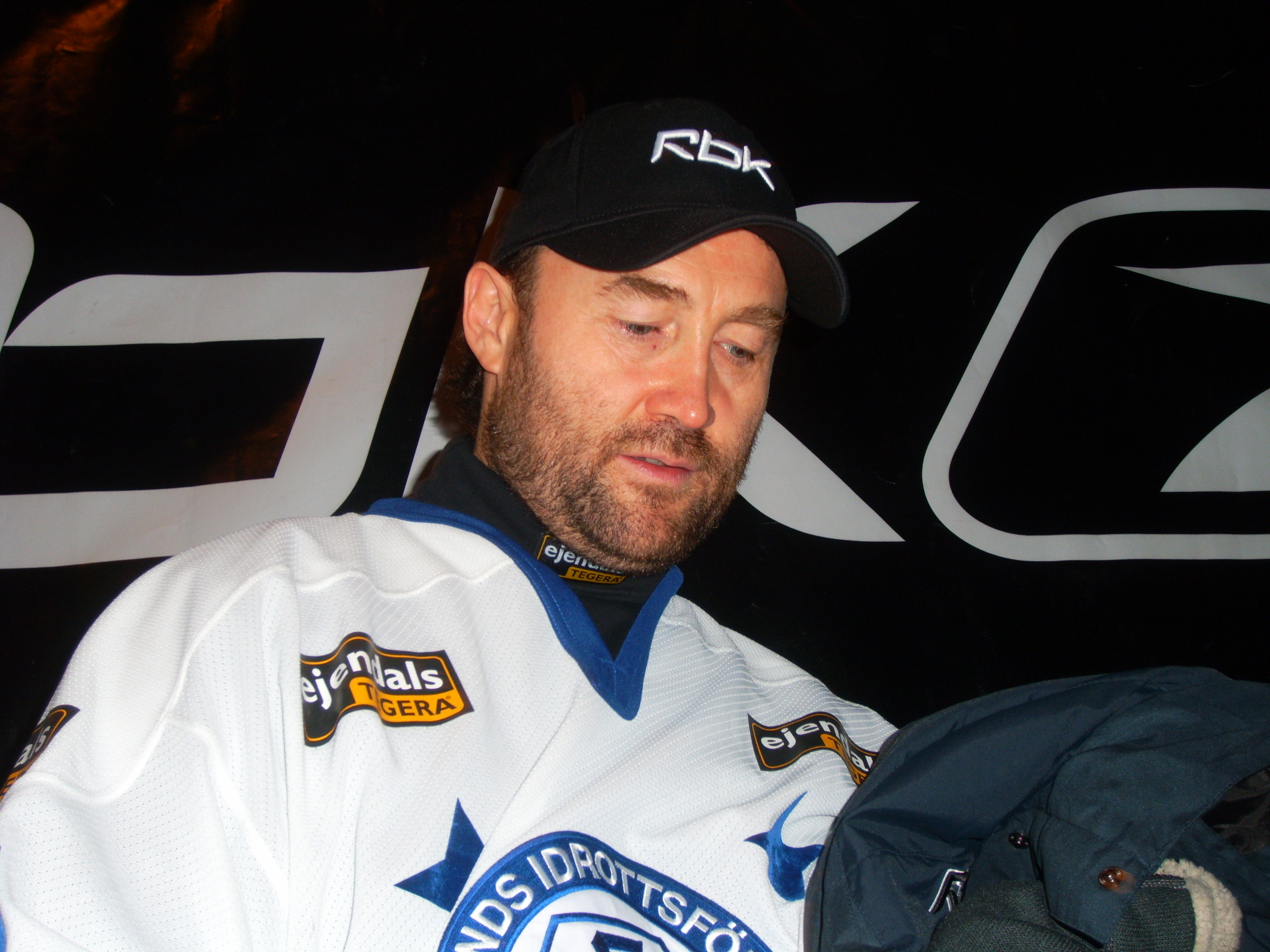
Ed Belfour vann William M. Jennings Trophy fyra gånger.

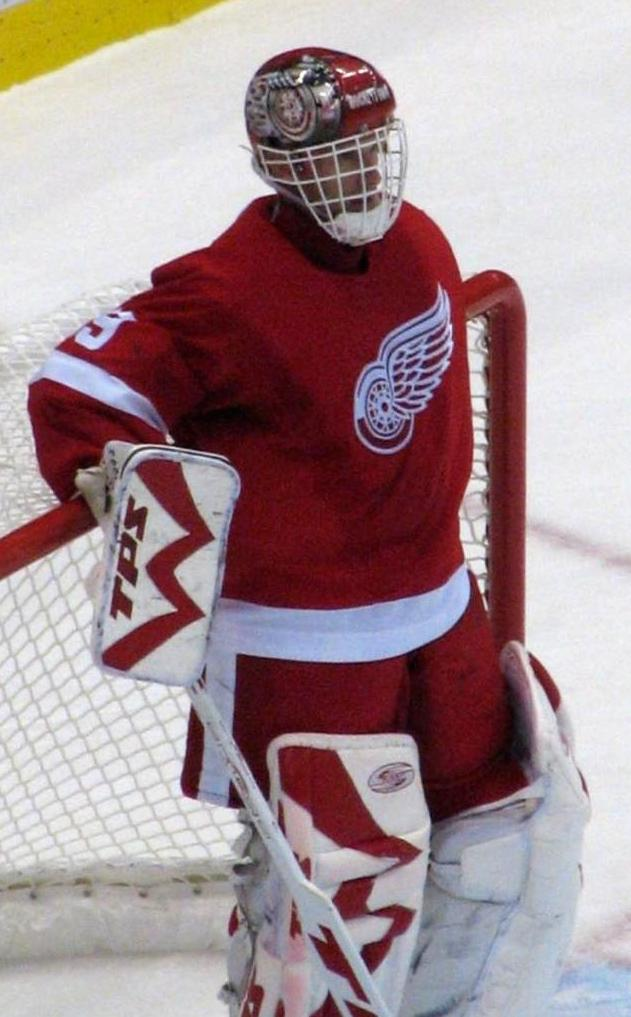
Dominik Hašek vann William M. Jennings Trophy tre gånger.

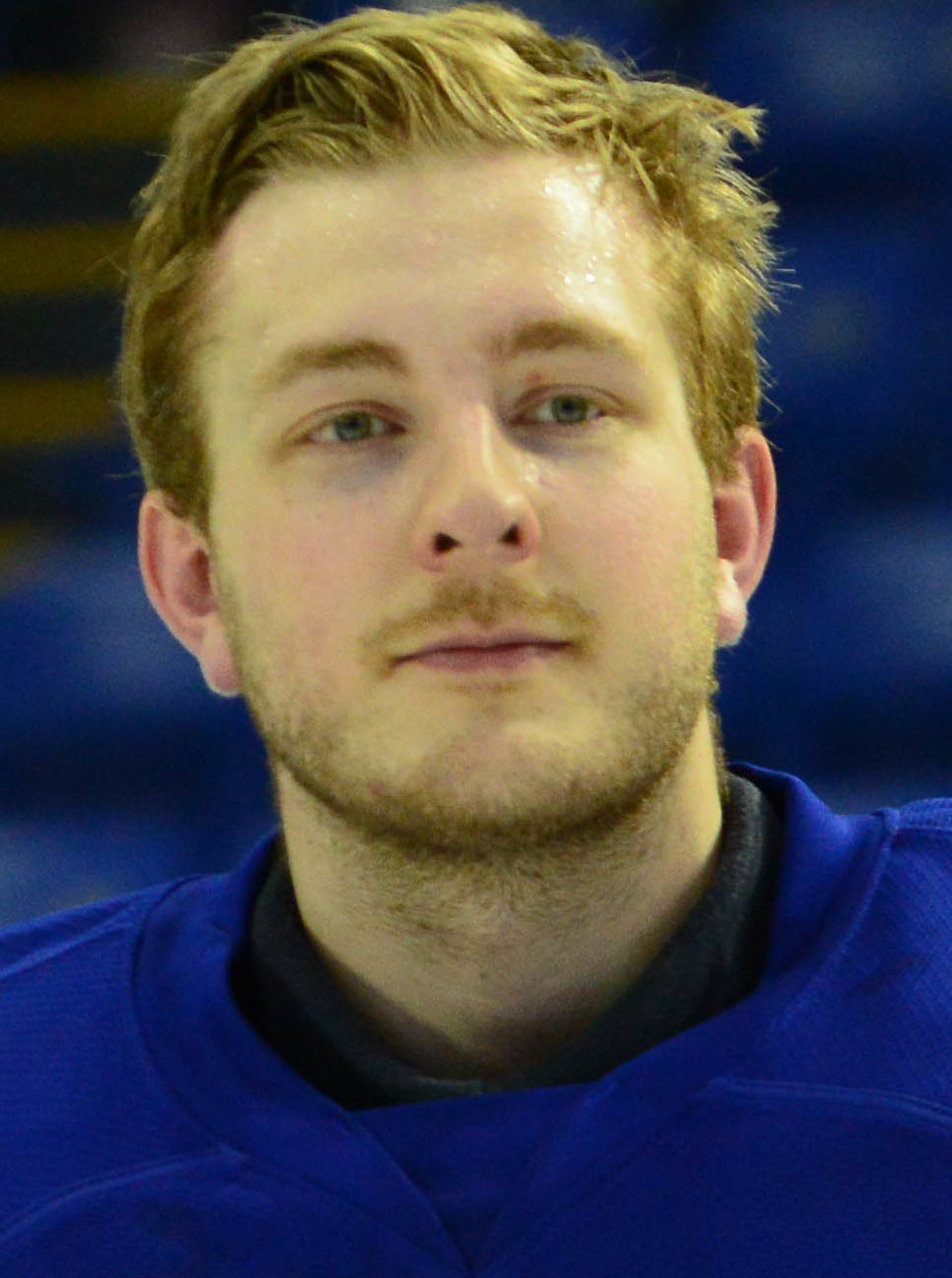
Linus Ullmark är den senaste svensken som har vunnit William M. Jennings Trophy.

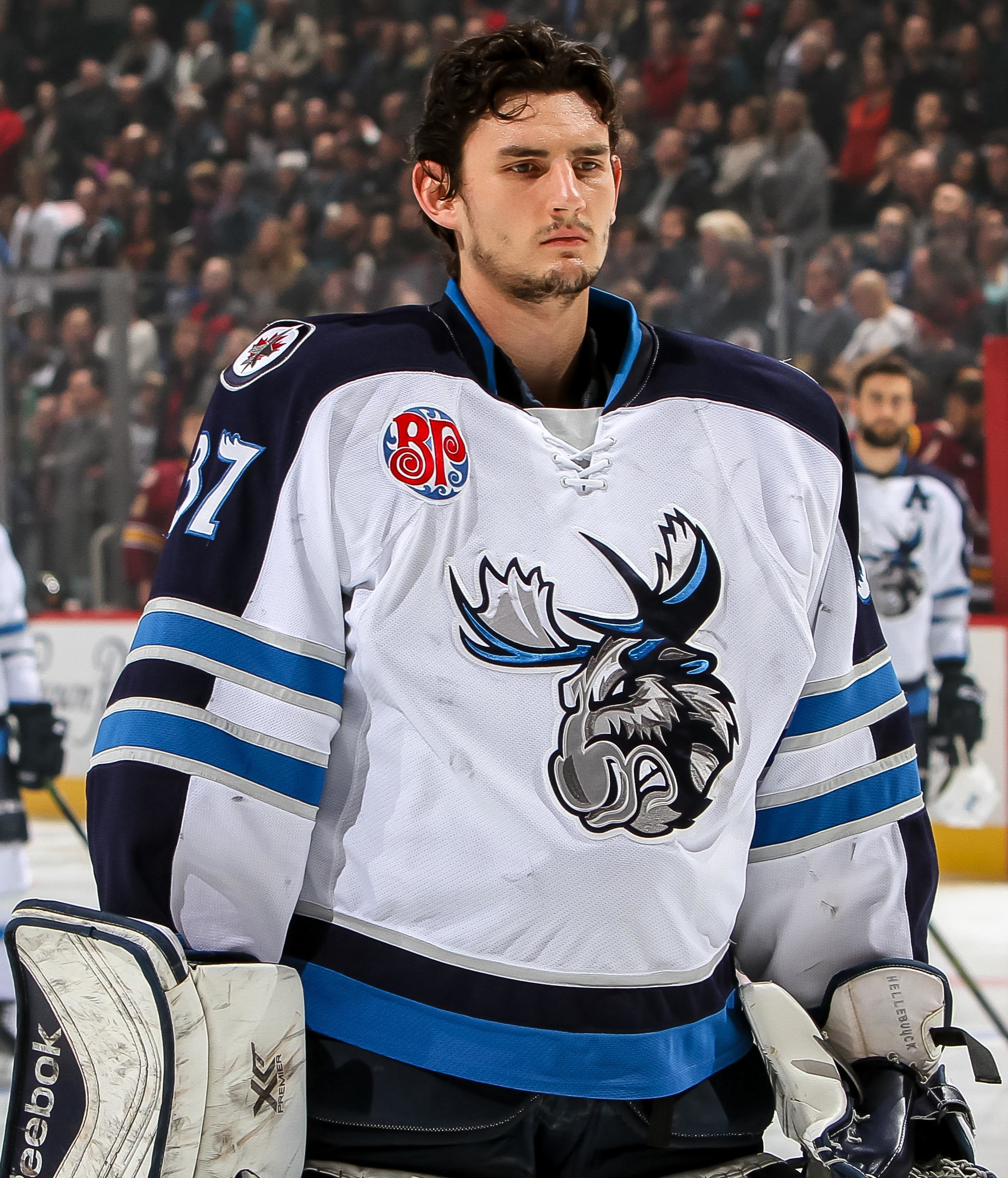
Connor Hellebuyck är den senaste ishockeymålvakten som har vunnit William M. Jennings Trophy.

Källa: 
| Säsong    | Vinnare                            | Lag                                | Vinster                            |
| --------- | ---------------------------------- | ---------------------------------- | ---------------------------------- |
| 1981–1982 | Denis Herron                       | Montreal Canadiens                 | 1                                  |
| 1981–1982 | Rick Walmsley                      | Montreal Canadiens                 | 1                                  |
| 1982–1983 | Roland Melanson                    | New York Islanders                 | 1                                  |
| 1982–1983 | Billy Smith                        | New York Islanders                 | 1                                  |
| 1983–1984 | Al Jensen                          | Washington Capitals                | 1                                  |
| 1983–1984 | Pat Riggin                         | Washington Capitals                | 1                                  |
| 1984–1985 | Tom Barrasso                       | Buffalo Sabres                     | 1                                  |
| 1984–1985 | Bob Sauvé                          | Buffalo Sabres                     | 1                                  |
| 1985–1986 | Bob Froese                         | Philadelphia Flyers                | 1                                  |
| 1985–1986 | Darren Jensen                      | Philadelphia Flyers                | 1                                  |
| 1986–1987 | Brian Hayward                      | Montreal Canadiens                 | 1                                  |
| 1986–1987 | Patrick Roy                        | Montreal Canadiens                 | 1                                  |
| 1987–1988 | Brian Hayward                      | Montreal Canadiens                 | 2                                  |
| 1987–1988 | Patrick Roy                        | Montreal Canadiens                 | 2                                  |
| 1988–1989 | Brian Hayward                      | Montreal Canadiens                 | 3                                  |
| 1988–1989 | Patrick Roy                        | Montreal Canadiens                 | 3                                  |
| 1989–1990 | Réjean Lemelin                     | Boston Bruins                      | 1                                  |
| 1989–1990 | Andy Moog                          | Boston Bruins                      | 1                                  |
| 1990–1991 | Ed Belfour                         | Chicago Blackhawks                 | 1                                  |
| 1991–1992 | Patrick Roy                        | Montreal Canadiens                 | 4                                  |
| 1992–1993 | Ed Belfour                         | Chicago Blackhawks                 | 2                                  |
| 1993–1994 | Grant Fuhr                         | Buffalo Sabres                     | 1                                  |
| 1993–1994 | Dominik Hašek                      | Buffalo Sabres                     | 1                                  |
| 1994–1995 | Ed Belfour                         | Chicago Blackhawks                 | 3                                  |
| 1995–1996 | Chris Osgood                       | Detroit Red Wings                  | 1                                  |
| 1995–1996 | Mike Vernon                        | Detroit Red Wings                  | 1                                  |
| 1996–1997 | Martin Brodeur                     | New Jersey Devils                  | 1                                  |
| 1996–1997 | Mike Dunham                        | New Jersey Devils                  | 1                                  |
| 1997–1998 | Martin Brodeur                     | New Jersey Devils                  | 2                                  |
| 1998–1999 | Ed Belfour                         | Dallas Stars                       | 4                                  |
| 1998–1999 | Roman Turek                        | Dallas Stars                       | 1                                  |
| 1999–2000 | Roman Turek                        | St. Louis Blues                    | 2                                  |
| 2000–2001 | Dominik Hašek                      | Buffalo Sabres                     | 2                                  |
| 2001–2002 | Patrick Roy                        | Colorado Avalanche                 | 5                                  |
| 2002–2003 | Martin Brodeur                     | New Jersey Devils                  | 3                                  |
| 2002–2003 | Roman Čechmánek                    | Philadelphia Flyers                | 1                                  |
| 2002–2003 | Robert Esche                       | Philadelphia Flyers                | 1                                  |
| 2003–2004 | Martin Brodeur                     | New Jersey Devils                  | 4                                  |
| 2004–2005 | Ingen vinnare på grund av lockout. | Ingen vinnare på grund av lockout. | Ingen vinnare på grund av lockout. |
| 2005–2006 | Miikka Kiprusoff                   | Calgary Flames                     | 1                                  |
| 2006–2007 | Niklas Bäckström                   | Minnesota Wild                     | 1                                  |
| 2006–2007 | Manny Fernandez                    | Minnesota Wild                     | 1                                  |
| 2007–2008 | Dominik Hašek                      | Detroit Red Wings                  | 3                                  |
| 2007–2008 | Chris Osgood                       | Detroit Red Wings                  | 2                                  |
| 2008–2009 | Manny Fernandez                    | Boston Bruins                      | 2                                  |
| 2008–2009 | Tim Thomas                         | Boston Bruins                      | 1                                  |
| 2009–2010 | Martin Brodeur                     | New Jersey Devils                  | 5                                  |
| 2010–2011 | Roberto Luongo                     | Vancouver Canucks                  | 1                                  |
| 2010–2011 | Cory Schneider                     | Vancouver Canucks                  | 1                                  |
| 2011–2012 | Brian Elliott                      | St. Louis Blues                    | 1                                  |
| 2011–2012 | Jaroslav Halák                     | St. Louis Blues                    | 1                                  |
| 2012–2013 | Corey Crawford                     | Chicago Blackhawks                 | 1                                  |
| 2012–2013 | Ray Emery                          | Chicago Blackhawks                 | 1                                  |
| 2013–2014 | Jonathan Quick                     | Los Angeles Kings                  | 1                                  |
| 2014–2015 | Corey Crawford                     | Chicago Blackhawks                 | 2                                  |
| 2014–2015 | Carey Price                        | Montreal Canadiens                 | 1                                  |
| 2015–2016 | Frederik Andersen                  | Anaheim Ducks                      | 1                                  |
| 2015–2016 | John Gibson                        | Anaheim Ducks                      | 1                                  |
| 2016–2017 | Braden Holtby                      | Washington Capitals                | 1                                  |
| 2017–2018 | Jonathan Quick                     | Los Angeles Kings                  | 2                                  |
| 2018–2019 | Thomas Greiss                      | New York Islanders                 | 1                                  |
| 2018–2019 | Robin Lehner                       | New York Islanders                 | 1                                  |
| 2019–2020 | Tuukka Rask                        | Boston Bruins                      | 1                                  |
| 2019–2020 | Jaroslav Halák                     | Boston Bruins                      | 2                                  |
| 2020–2021 | Marc-André Fleury                  | Vegas Golden Knights               | 1                                  |
| 2020–2021 | Robin Lehner                       | Vegas Golden Knights               | 2                                  |
| 2021–2022 | Frederik Andersen                  | Carolina Hurricanes                | 1                                  |
| 2021–2022 | Antti Raanta                       | Carolina Hurricanes                | 1                                  |
| 2022–2023 | Linus Ullmark                      | Boston Bruins                      | 1                                  |
| 2022–2023 | Jeremy Swayman                     | Boston Bruins                      | 1                                  |
| 2023–2024 | Connor Hellebuyck                  | Winnipeg Jets                      | 1                                  |
| 2024–2025 | Connor Hellebuyck                  | Winnipeg Jets                      | 2                                  |